# Un coup de génie
 (octobre 2021).
Si vous disposez d'ouvrages ou d'articles de référence ou si vous connaissez des sites web de qualité traitant du thème abordé ici, merci de compléter l'article en donnant les références utiles à sa vérifiabilité et en les liant à la section « Notes et références ».
 (octobre 2021).
- Si vous ne connaissez pas le sujet, laissez ce bandeau (vous pouvez alors contacter les auteurs).
- Si vous supprimez le contenu mis en cause (vous pouvez préalablement contacter les auteurs),

argumentez précisément cette suppression dans la page de discussion
(un manque de référence n'est pas un argument ; une recherche réelle de référence doit avoir été effectuée, être formellement documentée).
Un coup de génie est le seizième tome de la série Journal d'un dégonflé. Il a été écrit et illustré par Jeff Kinney. Le livre, sorti dans sa version originale le 26 octobre 2021, et sortira  publié en français le 5 novembre 2021.

## Septembre
Le collège de Greg organise une sorte de journée sportive. Auparavant, Greg veut à tout prix faire gagner sa classe et demande à Frank, son père, de pouvoir s'entraîner au gymnase avec lui. Mais Il se méprend lourdement sur la manière dont fonctionnent les appareils. La journée sportive a finalement lieu mais contre toute attente, ce sont les dames de cantine qui remportent le grand prix à savoir une journée de libre. Dans un souci d'équité, le vice-principal déclare alors la journée de libre pour tout le monde.
Greg pense à déclarer officiellement forfait pour le sport, mais sa mère le convainc de s'inscrire au basket-ball. Il se rend aux préselections mais fait tout pour ne pas être choisi. Contre toute attente, il est finalement retenu parce qu'un des joueurs n'a pas pu participer aux élections.Donc un coach  prend tous les joueurs recalé. Ce joueur en question n'est toutefois pas n'importe qui, il s'agit de Preet Patel, l'un des meilleurs qui s'est absenté pour aller aux funérailles de son oncle. Le père de Preet, le coach Patel, forme donc une équipe composée de son fils et des pires bras cassés à savoir Greg. Ruby Loiseau devient pour sa part la seule fille de l'équipe ayant mordu une arbitre.

## Octobre
Greg et ses camarades s'entraînent dur et Greg découvre qu'il est très doué pour effectuer des tirs en arrière. Leur coach pourtant, leur mène la vie dure. Greg doit également concourir contre l'équipe de Slacksville, qui est la ville contre laquelle ils sont tous en rivalité, étant donné que cette ville leur cause bien des misères. Greg perd. Cependant, sa mère ne l'entend pas de cette oreille et lui explique à quel point il est important de faire partie d'une équipe.

## Novembre
Greg découvre que sa mère l'a inscrit d'office à un tournoi de la dernière chance. L'objectif du jeu est assez simple. Si l'on gagne un match, on peut rentrer chez soi. Greg apprend également que sa mère veut revivre ses jours de basketteuse passée à travers lui. Il tombe des nues en découvrant que les matchs auront lieu dans une prison. Mais c'est alors que le coach Patel et son fils reviennent, ayant décidé de les soutenir. Preet s'était entre-temps cassé la cheville et porte désormais un appareil spécial pour marcher, mais lors d'un match contre une autre équipe, il blesse l'un des joueurs et Greg doit alors prendre sa place, car sa mère préfère qu'il fasse perdre l'équipe adverse. Contre toute attente, Greg parvient à gagner un ultime match en effectuant un tir à l'arrière et s'arrête dans un bar de crèmes glacées pour célébrer sa victoire.

## Anecdotes
- Le livre est de couleur blanche.
- Le coach Patel  joue le rôle du méchant dans ce roman. Son personnage s'adoucit vers le milieu de l'histoire.
- Robert est quasi absent de ce roman, il n'apparaît que dans deux pages et un flashback, faisant de ce roman le premier dans lequel il est peu présent et à ne pas se dérouler pendant les vacances.
- Rodrick et Manu sont très peu présents également.